# モナコの行政区画
世界で2番目に小さい国家・モナコは、モナコ・コミューン（fr:Commune de Monaco、コミューンはフランス語圏の基礎自治体・地方公共団体。そのためモナコ市とも訳せる。現在の市長はen:Georges Marsan）を第一級行政区画とし、その下に4つのカルティエ（quartier、地区）と9つのセクター（secteur、区）の三層が行政区画となっている。しかし、モナコ・コミューンとモナコ公国は領域は変わらないうえ、モナコ公国はいわゆる都市国家にあたることもあってカルティエとセクターをモナコ公国の行政区画とする場合もある。また、モナコ公国に所属する地方公共団体（基礎自治体）はない。
カルティエは成立年別に分けられており、その下にある区も大半が地区とほぼ同じ時期に設立されている。

## 一覧
- モナコ市街地区 （宮殿や政府のある中心地区）
  - モナコ市街区（モナコ＝ヴィル、Monaco-Ville）

- モンテ＝カルロ地区 （カジノ・リゾートなどの娯楽地区）
  - モンテ＝カルロ区（Monte-Carlo）
  - ラ・ルース区（La Rousse）
  - ラルヴォット区（Larvotto）

- ラ・コンダミーヌ地区 （港湾地区）
  - ラ・コンダミーヌ区（La Condamine）
  - ジャルダン・エクソティック区（Jardin exotique）
  - レ・モネゲッティ区（Les Moneghetti）
  - ラヴァン・ド・サント＝デヴォット区（Ravin de Sainte-Dévote）

- フォンヴィエイユ地区 （新興地区）
  - フォンヴィエイユ区（Fontvieille）

### 2013年以前

2013年以前のセクター

2013年以前は12（公式には10）のセクターが設置されていた。
- モナコ市街地区
  - モナコ市街区（Monaco-Ville）

- モンテ・カルロ地区
  - モンテ＝カルロ＝スペリュグ区（Monte-Carlo-Spélugues）
  - ラ・ルース＝サン＝ロマン区（La Rousse-Saint-Roman）
  - ラルヴォット＝バ＝ムーラン区（Larvotto-Bas-Moulins）
  - サン・ミシェル区（Saint Michel）

- ラ・コンダミーヌ地区
  - ラ・コンダミーヌ区（La Condamine）
  - ラ・コル区（La Colle）
  - レ・レヴォワール区（Les Révoires）
  - モネウィティ＝ブールバール＝ド＝ベルジック区（Moneghetti-Boulevard-de-Belgique）

- フォンヴェイユ地区
  - フォンヴィエイユ区（Fontvieille）
  - フォンヴィエイユⅡ（Fontvielle Ⅱ）
  - ル・ポルティエ区（Le Portier）

## 統計
- 地区

|                  | 人口(2008) | 面積(km²) | 人口密度 |
| ---------------- | ---------- | --------- | -------- |
| モナコ市街地区   | 1,034      | 0.19      | 5,597    |
| モンテ・カルロ   | 16,407     | 0.93      | 17,641   |
| ラ・コンダミヌー | 12,324     | 0.58      | 21,248   |
| フォンヴェイユ   | 3,901      | 0.48      | 8,127    |

- 区（2013年以降）

| 名称                             | 面積（km²） |
| -------------------------------- | ----------- |
| モナコ市街                       | 0.196 491   |
| モンテ＝カルロ                   | 0.436 760   |
| ラ・ルース                       | 0.176 888   |
| ラルヴォット                     | 0.217 932   |
| ラ・コンダミヌー                 | 0.295 843   |
| ジャルダン・エクソティック       | 0.234 865   |
| レ・モネウッティ                 | 0.115 196   |
| ラヴァン・ド・サント＝デヴォット | 0.023 485   |
| フォンヴェイユ                   | 0.329 516   |

- 区（2013年以前）

| No. |                                            | 人口(2008) | 面積(km²) | 人口密度 |
| --- | ------------------------------------------ | ---------- | --------- | -------- |
| 1   | モンテ＝カルロ＝スペリュグ                 | 3,834      | 0.30      | 10,779   |
| 2   | ラ・ルース＝サン＝ロマン                   | 3,223      | 0.13      | 30,633   |
| 3   | ラルヴォット＝バス＝ムーラン               | 5,443      | 0.34      | 16,570   |
| 4   | ラ・コンダミヌー                           | 3,947      | 0.28      | 16,213   |
| 5   | モナコ市街                                 | 1,034      | 0.19      | 5,597    |
| 6   | フォンヴェイユ                             | 3,901      | 0.35      | 10,156   |
| 7   | ラ・コル                                   | 2,829      | 0.11      | 15,005   |
| 8   | レ・レヴォワール                           | 2,545      | 0.09      | 33,203   |
| 9   | モネウィティ＝ブールバール＝ド＝ベルジック | 3,003      | 0.10      | 28,051   |
| 10  | サン・ミッシェル                           | 3,907      | 0.16      | 26,768   |
| 11  | フォンヴェイユⅡ                            | -          | 0.08      | -        |
| 12  | ル・ポルティエ区                           | -          | 0.05      | -        |